# 안드레아스 테브스
안드레아스 테브스(독일어: Andreas Tews, 1968년 9월 11일~)는 독일의 전직 권투 선수이다. 1988년 하계 올림픽 남자 플라이급 종목에서 은메달을 획득했고 1992년 하계 올림픽 남자 페더급에서 금메달을 획득했다.